# Partido Pirata Europeo
El Partido Pirata Europeo (en inglés, European Pirate Party), también llamado Piratas Europeos (en inglés, European Pirates), es una alianza política europea pirata.
En el PPEU o PIRATES se encuentran todos los Partidos Piratas de la Unión Europea, así como de otros países del continente europeo, como Suiza. Además, también forman parte otras asociaciones relacionadas con el movimiento Pirata, como son los Jóvenes Piratas de Alemania.

## Historia
El primer paso en la fundación de Partido Pirata Europeo fue la firma y aceptación de la que se llamó La Declaración de Praga durante la asamblea general de la Internacional de Partidos Pirata celebrada en la ciudad checa, documento en el que los firmantes se comprometían a presentarse a las Elecciones Europeas de 2014, intentar desarrollar un programa electoral común y colaborar desde el Parlamento Europeo en su realización, así como coordinar el desarrollo de las campaña electoral. Además, se asentaron las bases para la creación de un Partido Pirata de ámbito Europeo.
El primer evento de cara a la formación del partido, sin contar las reuniones de trabajo previas realizadas a través de Mumble, fue la conferencia celebrada en la ciudad de Barcelona, organizada por Piratas de Cataluña y a la que asistieron 40 delegados de 19 países diferentes, en la que se trabajó, principalmente, en la elaboración del borrador de los estatutos del Partido Pirata Europeo. Un año más tarde, y tras varias conferencias (Manchester, París y Varsovia) y encuentros (Aarau, Potsdam, Roma, Zagreb y Kiev), se finalizó el proceso de creación en la ciudad de Luxemburgo.
Finalmente, la fundación oficial del Partido Pirata Europeo se llevó a cabo en la ciudad de Bruselas, en un evento organizado por la Eurodiputada Pirata Sueca Amelia Andersdotter en el propio Parlamento Europeo el 21 de marzo de 2014, en el contexto de una conferencia llamada "European Internet Governance and Beyond". En la misma se escogieron a los miembros de la Junta y a los candidatos a Presidente de la Comisión Europea.

## Organización
El órgano supremo del Partido Pirata Europeo es el Consejo. El órgano está integrado por las delegaciones de los miembros ordinarios, con voz y voto, mientras que los miembros observadores sólo tienen derecho a voz. El número de votos de cada miembro depende, a grandes rasgos, de la cantidad de votos en las últimas elecciones nacionales o europeas de dicho miembro, siendo en la actualidad de un voto por país salvo los representantes de Alemania, que tiene 4, y los de Suecia e Islandia, que disponen de 2.
Además, existe la Junta, que hace las funciones de consejo de administración, y está compuesto por un Presidente, dos Vicepresidentes, el Tesorero y hasta cinco vocales, elegidos en el Consejo. La junta actual, que fue elegida en la reunión fundacional, está compuesta por:
- Presidenta: Amelia Andersdotter ( Suecia)
- Vicepresidentes: Martina Pöser ( Alemania), Maxime Rouquet ( Francia)
- Tesorero: Radek Pietron ( Polonia)
- Vocales: Antonis Motakis ( Grecia), Anders Kleppe] (enlace roto disponible en Internet Archive; véase el historial, la primera versión y la última). ( Noruega), Gilles Bordelais ( Alemania), Paul Bossu ( Bélgica) y Cristian Bulumac ( Rumania)

## Miembros
En el seno del Partido Pirata Europeo hay dos tipos distintos de partidos o entidades miembros: miembros de pleno derecho y miembros observadores.

### Miembros de pleno derecho
Un total de 19 partidos de 18 países de Europa, tienen plenos derechos dentro del partido. Además, también forma parte la asociación juvenil Jóvenes Piratas de Europa.
| País            | Partido                    | Eurodiputados |
| --------------- | -------------------------- | ------------- |
| Alemania        | Partido Pirata de Alemania | 1/96          |
| Austria         | Partido Pirata             | 0/19          |
| Bélgica         | Partido Pirata             | 0/21          |
| Croacia         | Partido Pirata             | 0/12          |
| España          | Confederación Pirata       | 0/59          |
| España          | Pirates de Catalunya       | 0/59          |
| Estonia         | Partido Pirata             | 0/7           |
| Francia         | Partido Pirata             | 0/79          |
| Grecia          | Partido Pirata de Grecia   | 0/21          |
| Islandia        | Partido Pirata             |               |
| Italia          | Partido Pirata             | 0/76          |
| Luxemburgo      | Partido Pirata             | 0/6           |
| Noruega         | Partido Pirata de Noruega  |               |
| Países Bajos    | Partido Pirata             | 0/29          |
| Polonia         | Partido Pirata             | 0/52          |
| Rumania         | Partido Pirata             | 0/33          |
| República Checa | Partido Pirata             | 3/21          |
| Suecia          | Partido Pirata             | 0/21          |
| Suiza           | Partido Pirata de Suiza    |               |

## Elecciones Europeas 2014
Los miembros del Partido Pirata Europeo acudirán a las Elecciones al Parlamento Europeo de 2014 de manera coordinada, con un Programa Común Europeo y dos candidatos a Presidente de la Comisión Europea.

### Programa Común Europeo
Las diferentes asambleas de los miembros del Partido Pirata Europeo han trabado en conjunto para la elaboración de un Programa Común Europeo (CEEP), que sirve como base a todos los miembros de PIRATES para desarrollar su propio programa adaptado a su país o territorio.

### Candidatos a la Presidencia de la Comisión
El Consejo del Partido Pirata Europeo decidió, en su reunión fundacional, nombrar candidato a la presidencia de la Comisión Europea a 
Peter Sunde, uno de los creadores de la página web The Pirate Bay, y a Amelia Andersdotter, presidenta del partido y actual eurodiputada por Suecia.

### Candidatos regionales
Los miembros del Partido Pirata Europeo se presentan en 16 países de la Unión Europea, en 12 de ellos de manera independiente y en el resto, formando candidatura con otras formaciones, como la italiana L'Altra Europa con Tsipras.
- Alemania: Julia Reda.
- Austria: Lukas Daniel Klausner en la coalición Europa Anders.
- Croacia: Miroslav Amabruš-Kiš.
- Eslovenia: Benjamin Rolando Vaz Ferreira.
- España: Rubèn-Dario Castañé.
- Estonia: Silver Meikar.
- Finlandia: Sin cabeza de lista.
- Francia: Cabeza de lista según región.
- Grecia: Athanasia Diamantopoulou en coalición con los Verdes Ecologistas.
- Italia: Tommaso Fattori en la coalición L'Altra Europa con Tsipras.
- Luxemburgo: Sven Clement.
- Países Bajos: Matthijs Pontier.
- Polonia: Tomasz Michał Słowiński en coalición con Direkte Demokratie y Libertäten Partei.
- Reino Unido: Maria Aretoulaki (sólo se presentan en una región).
- República Checa: Ivan Bartoš.
- Suecia: Christian Engström.

## Enlaces
- Página web del Partido Pirata Europeo
- Página web de European Pirates

- Datos: Q15081858
- Multimedia: European Pirate Party / Q15081858